# Sky Atlantic (DE)
Sky Atlantic ist ein deutschsprachiger Pay-TV-Sender, der sich auf die Ausstrahlung von HBO-Produktionen spezialisiert hat und deshalb den Slogan „The Home of HBO“ (dt. „Das Zuhause von HBO“) trägt.
Der Pay-TV-Sender ging am 23. Mai 2012 um 21 Uhr auf Sendung und war zur Aufschaltung drei Wochen für alle Sky-Abonnenten frei empfangbar. Für den regulären Empfang muss das „Sky-Entertainment“-Paket abonniert sein.
Zwischen dem 5. November 2015 und 11. September 2017 wurde das Programm auch eine Stunde zeitversetzt auf dem Sender Sky Atlantic +1 HD verbreitet. Zum 22. September 2017 wurde dieser durch Sky 1 +1 HD ersetzt.
Die besten Einschaltquoten, mit 0,48 Mio. Zuschauern, erzielte der Sender mit der Premiere der siebten Staffel der Serie Game of Thrones am 17. Juli 2017. Die Harald-Schmidt-Show wurde ebenfalls zuletzt von Sky Atlantic produziert und ausgestrahlt.

## Senderlogos

Logo von Sky Atlantic HD vom 23. Mai 2012 bis 17. September 2015
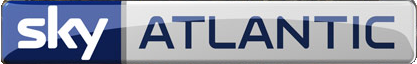
Logo von Sky Atlantic vom 3. Dezember 2013 bis 17. September 2015
Senderlogo von Sky Atlantic vom 18. September 2015 bis 29. Juni 2020
Senderlogo von Sky Atlantic HD vom 18. September 2015 bis 29. Juni 2020
Logo von Sky Atlantic +1 HD vom 5. November 2015 bis 22. September 2017
Logo von Sky Atlantic seit 30. Juni 2020
Logo von Sky Atlantic HD seit 30. Juni 2020

## Programm
Sky Atlantic HD spezialisiert sich auf die Ausstrahlung von Serien. Durch die Zusammenarbeit mit den US-amerikanischen Sendernetzwerk HBO bestehen exklusive Ausstrahlungsrechte sämtlicher Produktionen des Senders. Von Serien, welche zum Zeitpunkt der Zusammenarbeit bereits vergeben waren (Girls, Luck), fielen die Erstausstrahlungsrechte nicht automatisch an Sky Atlantic HD und wurden nur teilweise, wie im Falle von Game of Thrones oder Boardwalk Empire, erworben. Neben den Serien von HBO und dessen Schwestersender Cinemax werden jedoch auch Serien anderer Produktionsstudios ausgestrahlt. Am 21. Januar 2016 gab Sky plc. eine Vereinbarung mit den US-amerikanischen Pay-TV-Anbieter Showtime bekannt. Demnach wird Sky in Deutschland alle zukünftigen und lizenzrechtlich noch nicht vergebenen Serien linear und On-Demand ausstrahlen (unter anderen Billions). Sky sichert sich zudem die exklusive Option, auch alle neuen Non-Scripted-Formate wie Dokumentationen, Late Night Shows und Reality Shows anzubieten. Allen ausgestrahlten Sendungen ist dabei gemein, dass sie im Zweikanalton, also Deutsch und in den meisten Fällen Englisch, angeboten werden.

### Serienauswahl
seit 2012
- Band of Brothers – Wir waren wie Brüder, US-Dramaserie
- Big Love, US-Dramaserie
- Carnivàle, US-Dramaserie
- Dexter, US-Krimiserie
- Die Husseins: Im Zentrum der Macht, UK-Miniserie
- Die Sopranos, US-Dramaserie
- Dirty Sexy Money, US-Dramedy
- Eli Stone, US-Dramedy
- Engel in Amerika, US-Miniserie
- Entourage, US-Dramedy
- Epitafios – Tod ist die Antwort, argentinische Dramaserie
- Game of Thrones, US-Fantasyserie
- Generation Kill, US-Dramaserie
- Lass es, Larry!, US-Sitcom
- Little Britain USA, US-Comedyserie
- Magic City, US-Dramaserie
- The Newsroom, US-Dramaserie
- Six Feet Under – Gestorben wird immer, US-Dramaserie
- Supernatural, US-Dramaserie
- Tell Me You Love Me, US-Dramaserie
- The Wire, US-Dramaserie
- Treme, US-Dramaserie
- True Blood, US-Vampirserie
- Veep – Die Vizepräsidentin, US-Dramedy
- Welcome, Mrs. President, US-Dramaserie

seit 2013
- Accused – Eine Frage der Schuld, UK-Krimiserie
- Angry Boys, Comedyserie
- Banshee – Small Town. Big Secrets., US-Dramaserie
- Bored to Death, US-Comedyserie
- Copper – Justice is brutal, US-Dramaserie
- Crematorio – Im Fegefeuer der Korruption, spanische Serie
- Das Leiden Christi, UK-Dramaserie
- Deadwood
- Eastbound & Down
- Enlightened – Erleuchtung mit Hindernissen, US-Comedyserie
- Flight of the Conchords, US-Dramaserie
- House of Cards, US-Politthriller/Dramaserie
- How to Make It in America, US-Dramedy
- John Adams – Freiheit für Amerika, US-Miniserie
- Masters of Sex, US-Fernsehserie
- Rectify
- The White Queen, UK-Dramaserie
- XIII – Die Verschwörung, französisch-kanadische Actionserie

seit 2014
- 24: Live Another Day, US-Thrillerserie
- Five Days
- Getting On
- Gomorrha
- Hello Ladies
- Ja'mie: Private School Girl
- Jonah From Tonga, Mockumentary
- Looking
- Luck, US-Dramaserie
- Oz – Hölle hinter Gittern
- Silicon Valley
- Strike Back
- The Knick
- The Leftovers
- Tod eines Pilgers
- True Detective

seit 2015
- 100 Code
- 1992
- Ballers
- Fortitude
- Gracepoint
- Houdini
- Olive Kitteridge
- Prófugos - Auf der Flucht
- The Brink
- The Last Panthers
- The Strain
- The Missing
- Togetherness

seit 2016
- Aquarius
- Billions
- Happyish
- Show Me A Hero
- Versailles
- Vinyl

seit 2017
- Twin Peaks
- Westworld

seit 2018
- Barry
- Die Pest

seit 2019
- Chernobyl
- Der Pass

seit 2020
- Mayans M.C.
- Your Honor

seit 2021
- The Nevers

seit 2022
- House of the Dragon

### Filmauswahl
- Alice Paul – Der Weg ins Licht, Drama
- An American Girl – Chrissa setzt sich durch, Familien-Drama (dt. Erstausstrahlung)
- Cherokee Kid, Western-Komödie
- Die Spur des Mörders, Thriller
- Die Wannseekonferenz, Drama
- Everyday People, Drama
- Ein Sturm zieht auf, Drama
- Game Change – Der Sarah-Palin-Effekt, Politdrama (dt. Erstausstrahlung)
- Hemingway & Gellhorn, Drama (dt. Erstausstrahlung)
- Gia – Preis der Schönheit, Drama
- Krieg im Pentagon, Komödie (dt. Erstausstrahlung)
- Live aus Bagdad, Drama
- Maria voll der Gnade, Drama
- Reiter auf verbrannter Erde, Western
- The Bronx, Drama
- The Laramie Project, Drama
- The Late Shift – Spätvorstellung, Komödie
- Tyson, Drama
- Vaterland, Thriller
- Vendetta – Das Gesetz der Gewalt, Thriller
- Walkout – Aufstand in L.A., Drama
- Zeugenschutzprogramm, Drama

### Dokuauswahl
- 41 – Der Präsident (dt. Erstausstrahlung)
- Augenzeugen, US-Mini-Dokuserie (seit 2013)
- Die Vogue – Stil im Blick
- Gott ist größer als Elvis (dt. Erstausstrahlung)
- Harte Zeiten – New York in der Krise (dt. Erstausstrahlung)
- Hundeleben in Amerika (dt. Erstausstrahlung)
- The Out List – Im Namen der Gleichberechtigung (dt. Erstausstrahlung)

## Empfang
Sky Atlantic HD ist digital verschlüsselt über Kabel, Satellit und IPTV nur im Sky Abonnement in Deutschland und Österreich empfangbar. Auch können Inhalte des Senders über die App „Sky Go“ via Windows Rechner, iPhone, iPad oder iPod touch sowie der Xbox 360 angesehen werden. Seit Mitte September 2012 wird Sky Atlantic HD auch in der Schweiz beim Kabelanbieter Teleclub eingespeist.
Die Verbreitung von Sky Atlantic in Standardauflösung wurde Ende November 2018 eingestellt.